# Clancy Eccles
Pour les articles homonymes, voir Eccles.
Clancy Eccles était un chanteur, un musicien et un producteur de musique jamaïcaine né le 9 décembre 1940 à Dean Pen (Jamaïque) et décédé le 30 juin 2005 à Spanish Town (Jamaïque).
Il fut chanteur, compositeur, arrangeur, producteur, organisateur de tremplins pour nouveaux talents, et tailleur. Il est avant tout connu pour ses travaux de la fin des années 1960 (période du early reggae)
Il a laissé une trace discrète mais importante dans l'histoire de la musique jamaïcaine.

## Biographie
Clancy Eccles est né le 9 décembre 1940, à Dean Pen, en Jamaïque, d'une mère couturière et d'un père maçon. Il a passé son enfance dans la campagne de la paroisse de Saint Mary, où il assistait régulièrement aux messes, ainsi il baigna pendant toute sa jeunesse dans les chants religieux.  À la fin de son adolescence, il part pour Ocho Rios où il fait ses premiers pas dans la musique en jouant aux côtés des Blues Busters, Joe Higgs & Wilson ou Buster Brown comme musicien accompagnateur.
En 1959, il s'installe à Kingston afin d'entamer une carrière de chanteur. Il enregistre ses premières chansons à Studio One, repéré par Coxsone au cours d'un « tremplin ». En 1961, il fait un succès avec sa chanson Freedom (enregistré en 1959), chanson culte de l'époque ska qui a toujours autant de succès aujourd'hui en sound system. Freedom est l'une des premières chansons jamaïcaines à caractère social  et a été récupérée à des fins politiques. En effet Alexander Bustamante, fondateur du Parti travailliste de Jamaïque adopta ce titre pour symboliser son combat contre la Fédération des Indes occidentales en 1960. Clancy Eccles, lors d'une interview incluse dans le film documentaire Reggae Sunsplash en 1979, confia aussi que cette chanson fut chantée lors des marches pour les droits civiques menées par Martin Luther King.
Les années suivantes, Eccles chante d'autres chansons à succès comme River Jordan et Glory Hallelujah, et tout étant dans l'esprit du ska naissant, restait proche du Boogie woogie et du Rhythm and blues.
En 1962, il devient organisateur de concerts et lance Chistmas Morning, son propre tremplin en association avec Coxsone au début puis seul après. Il organise aussi ceux des Clarendonians en 1963 et des Wailers en 1964-1965. Il lance aussi d'autres tremplins pour nouveaux talents comme Battle of the Stars, Clancy Eccles Revue, Independent Revue ou le Reggae Soul Revue, qui a permis à Barrington Levy ou Culture entre autres de se faire un nom.
En 1963 il enregistre avec différents producteurs comme Leslie Kong, Charlie Moo ou encore Lyndon, le mari de Sonia Pottinger (en). Eccles n'arrive pas à gagner suffisamment sa vie par sa musique c'est pourquoi en 1965 il se met à travailler en exerçant le métier de tailleur à Annotto Bay. Pendant cette période, il crée des costumes de scène pour des musiciens tels que Kes Chin, The Mighty Vikings, Byron Lee and the Dragonnaires, Carlos Malcolm et The Blues Busters.
En 1967, il se remet à la musique et devient producteur indépendant, produit ses propres enregistrements et ceux d'autres artistes comme Eric « Monty » Morris. Les titres Say What You're Saying et Feel The Rhythm alors enregistrés sont aujourd'hui classés dans les premiers morceaux que l'on peut considérer comme étant du reggae. Il entre alors dans une période très prolifique avec à la clé un succès populaire en Jamaïque et au Royaume-Uni. (son premier hit britannique est What Will Your Mama Say).
En 1968, il enregistre sa chanson Fattie Fattie qui devient un classique skinhead, ainsi que ses productions pour King Stitt (Fire Corner, Lee Van Cleef, Herbman Shuffle…). Il enregistre également beaucoup d'instrumentaux avec sa formation de musiciens, les Dynamites (la même formation qui enregistre pour Derrick Harriott sous le nom des Crystalites) avec Jackie Jackson, Hux Brown, Paul Douglas, Winston Wright, Gladstone Anderson, et Winston Grennan. À la fin des années 1960, il va aussi produire des enregistrements en collaboration avec Lee Perry (qu'il connaît depuis l'époque où il travaillait à Studio One et qu'il a aidé à créer son label Upsetter en 1968). En 1970, il revisite son titre Herbman Shuffle, et en fait une version instrumentale où la basse prend une place primordiale. Avec cette nouvelle version rebaptisée Phantom pour l'occasion, Eccles se positionne alors parmi les pionniers du Dub.
Eccles lance une série de labels comme Clansone, New Beat et surtout Clandisc sur lequel il enregistre des artistes tels que Joe Higgs, Alton Ellis, Lord Creator (Kingston Town), Larry Marshall, Hemsley Morris, Earl Lawrence, The Beltones, Glen Ricks, Cynthia Richards, Buster Brown ainsi que Beres Hammond dès le début des années 1970.
En 1971 il encourage Niney the observer Winston « Niney » Holmes qui sera connu plus tard sous le nom de « The Observer » à enregistrer son premier succès comme producteur (Blood & Fire).
Militant socialiste, il participe en 1972 aux élections du premier ministre de la Jamaïque en soutenant la campagne du candidat PNP, Michael Manley. Des artistes comme Bob Marley and The Wailers, Dennis Brown, Max Romeo, Delroy Wilson, Inner Circle et bien d'autres encore participent à cet événement. Durant les années 1970, il soutient Manley et écrit plusieurs chansons faisant l'éloge du programme du PNP (Power For The People, Rod Of Correction, Generation Belly).
Avec les années 1980, à l'heure du dancehall sa popularité s'affaiblit peu à peu (comme pour la majorité des autres artistes jamaïcains de sa génération), son activité musicale diminue et il ne rencontrera plus de réels succès, à part avec quelques chansons engagées comme Dem Mash Up The Country en 1985.
Le 30 juin 2005, Clancy Eccles meurt à l'hôpital de Spanish Town à la suite d'une crise cardiaque.

## Discographie

### Singles (avant 1967)
- River Jordan / I Live And I Love - 1960 - Blue Beat produit Coxsone Dodd
- Freedom / More Proof - 1960 - Blue Beat - produit Coxsone Dodd
- Judgement / Baby Please - 1963 - Island Records -  produit pour Charlie Moo
- I'm The Greatest - 1963 - produit par Mike Shadad
- Glory Hallelujah - 1963 - Island Records - produit par Coxsone Dodd
- Sammy No Dead / Roam Jerusalem - 1965 - Ska Beat -  produit par Lyndon Pottinger.
- Miss Ida - 1965 - Ska Beat

### Compilations après 1967
- Clancy Eccles:
  - Clancy Eccles - Freedom - 1969 - Clandisc/Trojan
  - Clancy Eccles - 1967-1983 - Joshua's Rod Of Correction - Jamaican Gold (1996)
  - Clancy Eccles - Top Of The Ladder - 1973 - Big Shot/Trojan
  - Clancy Eccles & The Dynamites

Clancy Eccles & The Dynamites
- - The Dynamites - Fire Corner - 1969 - Clandisc
  - Clancy Eccles & The Dynamites - Herbsman Reggae - 1970 - Clandisc
  - Clancy Eccles & The Dynamites - Top Of The Ladder - 1973 - Big Shot/Trojan
  - The Dynamites - The Wild Bunch Are The Dynamites - 1967-1971 - Jamaican Gold (1996)
  - Clancy Eccles & The Dynamites - Nyah Reggae Rock - 1969-1970 - Jamaican Gold (1997)
- Productions de Clancy Eccles
  - King Stitt - Reggae Fire Beat - 1969-1970 - Jamaican Gold (1996)
  - Cynthia Richards & Friends - Foolish Fool -1970 - Clandisc
  - Tito Simon - Just Tito Simon - 1973 - Horse/Trojan coproduit par Joe Sinclair
- contenant des morceaux de plusieurs artistes différents
  - Clancy Eccles - Fatty Fatty - 1967-1970 - Trojan (1998)

1. Clancy Eccles Presents His Reggae Revue - Rock Steady Intensified - 1967-1972 - Heartbeat Records (1990)

- - Kingston Town: 18 Reggae Hits - Heartbeat Records (1993)
  - Clancy Eccles - Feel The Rhythm - 1966-1968 - Jamaican Gold (2000)
  - Clancy Eccles' Rock Steady Reggae Revue at Sombrero Club - 1967-1969 - Jamaican Gold (2001)
  - Clancy Eccles' Reggae Revue At The Ward Theatre - 1969-1970 - Jamaican Gold (2001)
  - Clancy Eccles' Reggae Revue At The VIP Club - 1970-1973 - Jamaican Gold (2001)
  - Clancy Eccles' Reggae Revue At The Carib Theatre - 1973-1986 - Jamaican Gold (2001)
  - Clancy Eccles: Freedom - An Anthology - Trojan (Oct. 2005)

## Vidéos
- Reggae Sunsplash, film documentaire sorti en 1979, retraçant le festival Reggae Sunsplash 2 avec des extraits de concert de Bob Marley and the Wailers, Third World, Burning Spear et des scènes documentaires. Ce film contient une interview de Clancy Eccles.